# George Hammond
Generaal-majoor (later generaal-luitenant) George Hammond is een personage uit de sciencefictionserie Stargate SG-1. De rol werd vertolkt door Don S. Davis.
In het grootste deel van Stargate SG1 was Hammond generaal van het SGC (stargate command). In het begin van het achtste seizoen werd hij overgeplaatst naar het Witte Huis om in te staan voor de wereldbeveiliging tegen buitenaardse rassen. Na het overlijden van acteur Davis in 2008 lieten de schrijvers van Stargate ook het personage Hammond sterven.

## Trivia
- Meester Bra'tac verwijst naar hem als "Hammond of Texas", waarbij hij dan met zijn hand over zijn hoofd wrijft. Dit om aan te tonen dat hij kaal is.
- Hij heeft 2 kleinkinderen Kayla & Tessa die alles voor hem betekenen. (Ze staan op nummer één geprogrammeerd op zijn rode telefoon)
- Jack O'Neill (Richard Dean Anderson) heeft enorm veel respect voor hem. Hammond is de enige naar wie hij luistert.